# Lena Diab
Pour les articles homonymes, voir Diab.
Lena Diab, née le 17 août 1965 à Halifax, est une avocate et femme politique canadienne.
Elle a été ministre du Travail et de l'Éducation postsecondaire, ministre des Affaires acadiennes et de la Francophonie, et ministre de l'Immigration et de la Croissance démographique de la Nouvelle-Écosse.

## Biographie
Lena Diab est avocate et propriétaire d'une petite entreprise.

### Carrière politique
Membre du Parti libéral, elle est élue à l'Assemblée législative de la Nouvelle-Écosse dans la circonscription d'Halifax-Armdale à l'élection provinciale de 2013.
Le 22 octobre 2013, elle devient ministre de l'Immigration. Elle est également la première femme à occuper le poste de ministre de la Justice et de procureure générale de la province, avant que ce portefeuille soit confié à Diana Whalen en 2015.
Réélue en 2017, elle reste ministre de l’Immigration et devient ministre des Affaires acadiennes et de la Francophonie.
Elle ne se représente pas à l'élection provinciale de 2021. Cependant, elle se présente aux élections fédérales cette même année dans Halifax-Ouest. Elle remporte la course dans une soirée difficile pour les libéraux dans la province.

## Honneurs
- Médaille du jubilé de diamant de la reine Élisabeth II[8]

- Prix provincial du bénévolat de la Nouvelle-Écosse[8]